# Оксихлорид сурьмы
Оксихлорид сурьмы — неорганическое соединение с формулой Sb4O5Cl2, белые кристаллы, гидролизуются в горячей воде.

## Получение
- Гидролиз трихлорида сурьмы:

{\displaystyle {\mathsf {4SbCl_{3}+5H_{2}O\ {\xrightarrow {50^{o}C,H^{+}}}\ Sb_{4}Cl_{2}O_{5}+10HCl}}}

## Физические свойства
Оксихлорид сурьмы образует бесцветные кристаллы
моноклинной сингонии, пространственная группа P 21/a, параметры ячейки a = 1,353 нм, b = 0,5117 нм, c = 0,6241 нм, β = 97,27°, Z = 2.

## Химические свойства
- Разлагается в горячей воде:

{\displaystyle {\mathsf {Sb_{4}Cl_{2}O_{5}+H_{2}O\ {\xrightarrow {90^{o}C}}\ 2Sb_{2}O_{3}\downarrow +2HCl}}}
- Реагирует с карбонатами:

{\displaystyle {\mathsf {Sb_{4}Cl_{2}O_{5}+Na_{2}CO_{3}\ {\xrightarrow {}}\ 2Sb_{2}O_{3}\downarrow +2NaCl+CO_{2}}}}